# Nelaug
Nelaug est un village norvégien situé dans la kommune d'Åmli, comté d'Agder.
Le village compte environ 150 habitants. Il se trouve à 5 km du centre d'Åmli mais en est séparé par la forêt. Nelaug est surtout connu pour sa gare située sur la ligne du Sørland et terminus de la ligne secondaire d'Arendal.
Avec un lac d'environ 10 km2, Nelaug est un lieu d'activités en lien avec la nature (randonnée, piste cyclable jusqu'à Arendal, pêche, ski en hiver).